# Nufăr
Nuferii sunt plante acvatice care fac parte din familia Nymphaeaceae, răspândite pe toate continentele în afară de Antarctida, cuprinzând circa 40 de specii.

## Morfologie
Nuferii sunt plante perene (uneori putând fi și plante anuale) care trăiesc în bălți, lacuri, ape curgătoare. Ele au tulpini lungi (rizomi) înfipte în mâl. Frunzele lor se pot clasifica în două tipuri: un tip de frunze subacvatice și frunzele plutitoare de la suprafața apei cu camere cu aer, în formă de inimă și cu un pețiol lung. Florile sunt frecvent aromate și au petalele de culori diferite așezate pe mai multe rânduri. 

## Sistematică
Poziția Familiei Nymphaeaceae în clasificarea Regnului Plantae făcută de Cicârlan V. 2000 în lucrarea  „Flora Ilustrată a României, Editura Ceres, București,2000”.
| Regn    | Încrengătură  | Subîncrengătură                | Clasă                           | Subclasă                            | Ordin      | Familie          | Subfamiie | Gen                | Specii                              |
| ------- | ------------- | ------------------------------ | ------------------------------- | ----------------------------------- | ---------- | ---------------- | --------- | ------------------ | ----------------------------------- |
| Plantae | Spermatophyta | Magnoliophytina (Angiospermae) | Magnoliopsida (Dicotyledonatae) | Magnoliidae (inclusiv Ranunailidae) | Nympheales | 23. Nymphaeaceae | -         | 1(50). Nuphar Sm.  | Nuphar lutea                        |
| Plantae | Spermatophyta | Magnoliophytina (Angiospermae) | Magnoliopsida (Dicotyledonatae) | Magnoliidae (inclusiv Ranunailidae) | Nympheales | 23. Nymphaeaceae | -         | 1(50). Nuphar Sm.  | Nuphar advena                       |
| Plantae | Spermatophyta | Magnoliophytina (Angiospermae) | Magnoliopsida (Dicotyledonatae) | Magnoliidae (inclusiv Ranunailidae) | Nympheales | 23. Nymphaeaceae | -         | 2(51). Nymphaea L. | 2(51). Nymphaea lotus var. termalis |
| Plantae | Spermatophyta | Magnoliophytina (Angiospermae) | Magnoliopsida (Dicotyledonatae) | Magnoliidae (inclusiv Ranunailidae) | Nympheales | 23. Nymphaeaceae | -         | Victoria           | Victoria regia                      |

Cu galben genuri si specii care nu sunt incluse în lucrarea lui Cicârlan V. deoarece nu se găsesc pe teritoriul României

## Fotogalerie

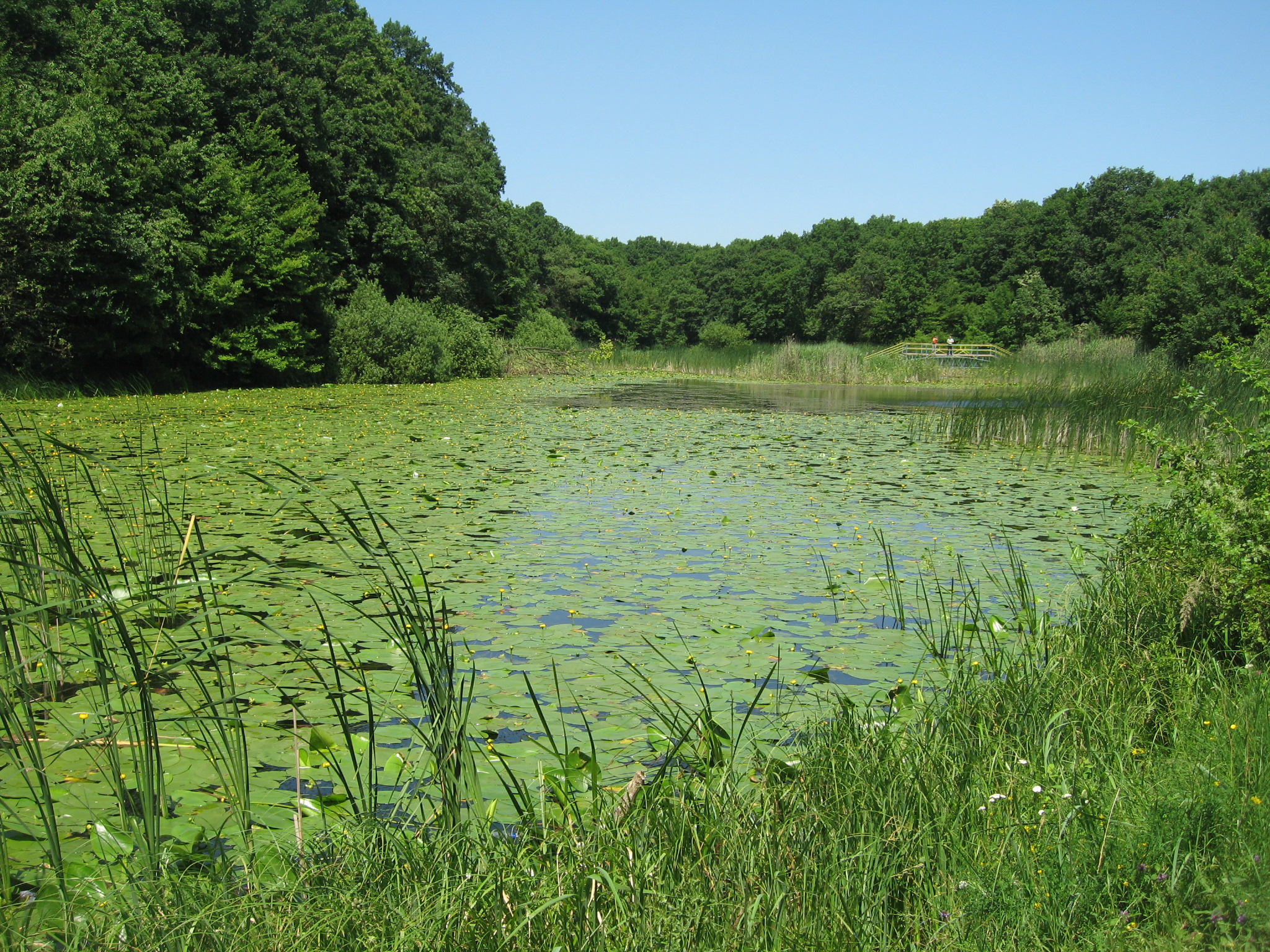
Lacul cu nuferi din Ipoteștii lui Eminescu
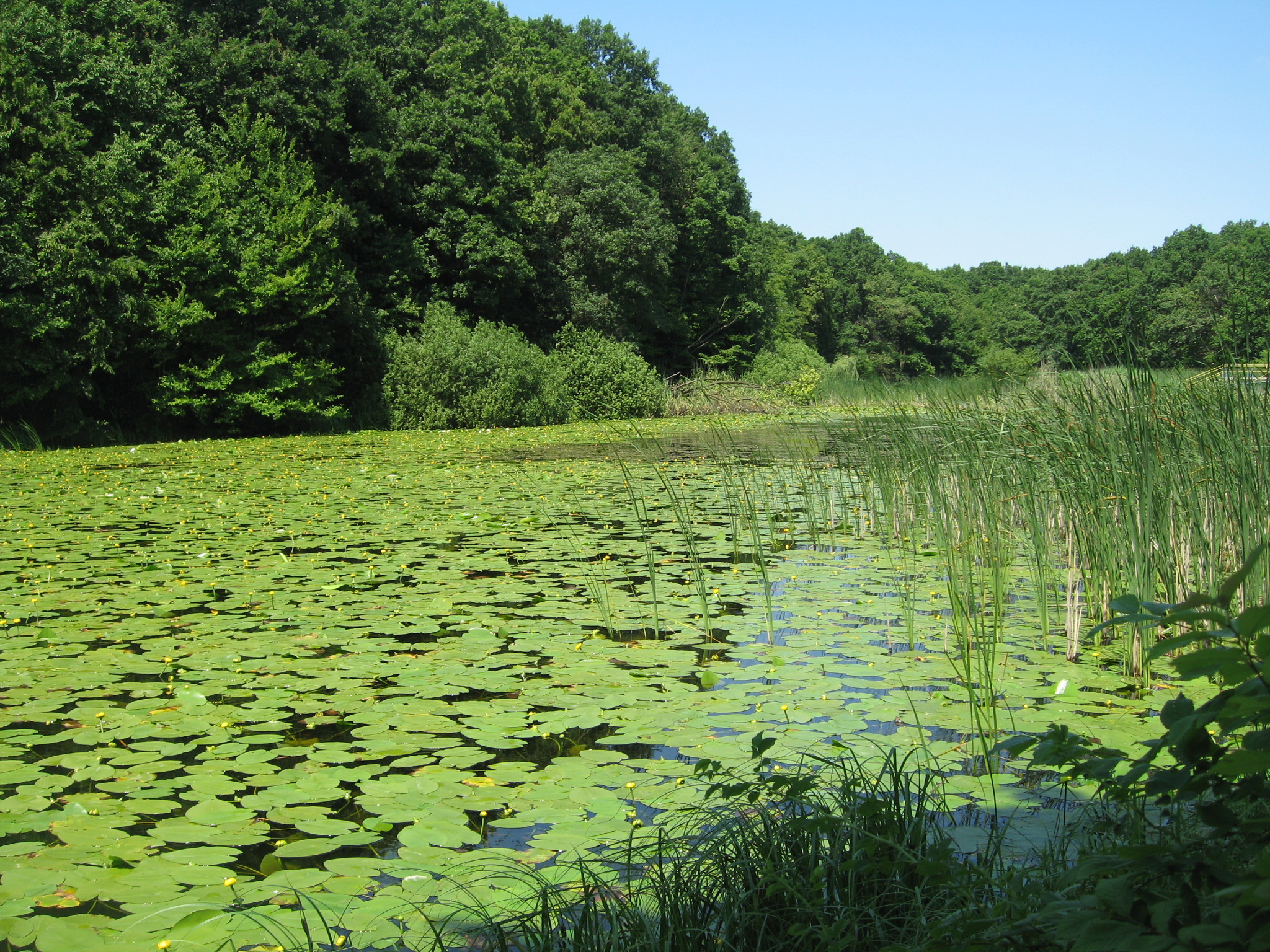
Lacul cu nuferi din Ipoteștii lui Eminescu
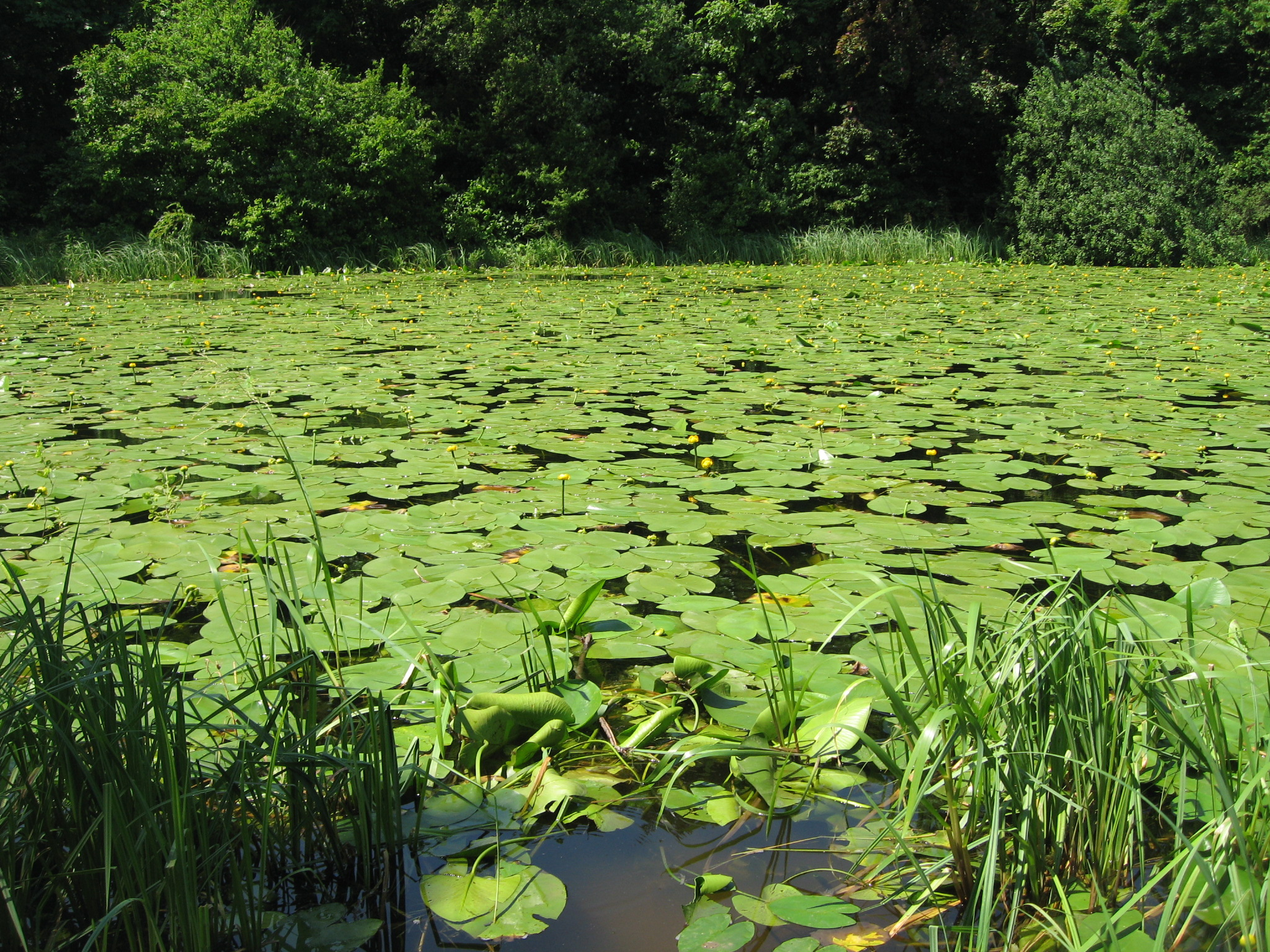
Nuferi pe lacul lui Eminescu din Ipotești